# Trypanosomatidae
Trypanosomatidae é uma família de protozoários com um único flagelo pertencente a ordem Trypanosomatida. O nome tem origem no grego trypano (broca) e soma (corpo) por causa do movimento em forma de rosca executado por algumas espécies. Todos são exclusivamente parasitas encontrados principalmente em insetos.
A família é conhecida através de fósseis do gênero Paleoleishmania preservado em âmbar birmanês datando do Albiano (100 maa) e de âmbar dominicano do Burdigaliano (20-15 maa) da Hispaniola. O gênero Trypanosoma é também representado no âmbar dominicano através da espécie Trypanosoma antiquus.

## Morfologia

As seis morfologias principais dos Trypanosomatidae

Uma variedade de diferentes formas morfológicas aparecem nos ciclos de vida dos tripanosomatídeos, que se distinguem essencialmente pela posição, comprimento e fixação do flagelo. O cinetoplasto é encontrado associado ao corpo basal, na base do flagelo e todas as espécies de tripanosomatídeos tem um único núcleo. A maioria destas morfologias podem ser encontradas como uma fase do ciclo de vida de todos os gêneros tripanossomatídeos no entanto certas morfologias são particularmente comuns a um gênero específico. As várias morfologias foram originalmente denominadas a partir do gênero onde a morfologia era comumente encontrada, embora essa terminologia seja raramente utilizada por causa da confusão potencial entre morfologias e gêneros. A terminologia moderna é derivada do grego; "mastig", significando chicote (referindo-se ao flagelo), e um prefixo que indica a localização do flagelo na célula.
- Amastigota (leishmanial):[3] representa a morfologia comum durante o estágio intracelular do ciclo de vida no hospedeiro mamífero. O flagelo é extremamente curto mal se projetando da bolsa flagelar.

- Promastigota (leptomonadal):[3] é a morfologia comum no hospedeiro inseto. O flagelo é anterior ao núcleo e não é fixado ao corpo basal. O cinetoplasto é localizado na frente do núcleo, próximo a extremidade anterior da célula.

- Epimastigota (crithidial):[3] é a forma comum no hospedeiro inseto, e nos gêneros Crithidia e Blastocrithidia, ambos parasitas de insetos, que exibem essa morfologia durante seus ciclos de vida. O flagelo sai da célula anteriormente ao núcleo. O cinetoplasto está localizado entre o núcleo e a extremidade anterior.

- Tripomastigota (trypanosomal):[3] é a morfologia do gênero Trypanosoma na corrente sanguínea do hospedeiro mamífero e no estágio infectante metacíclico no vetor. O cinetoplasto está próximo a extremidade posterior do corpo, e o flagelo posterior ao núcleo, conectado por una membrana ondulada larga.

- Opistomastigota (herpetomonadal):[3] morfologia  rara, ocorre quando o flagelo é posterior ao núcleo, passando através de uma longo de uma ranhura na célula.

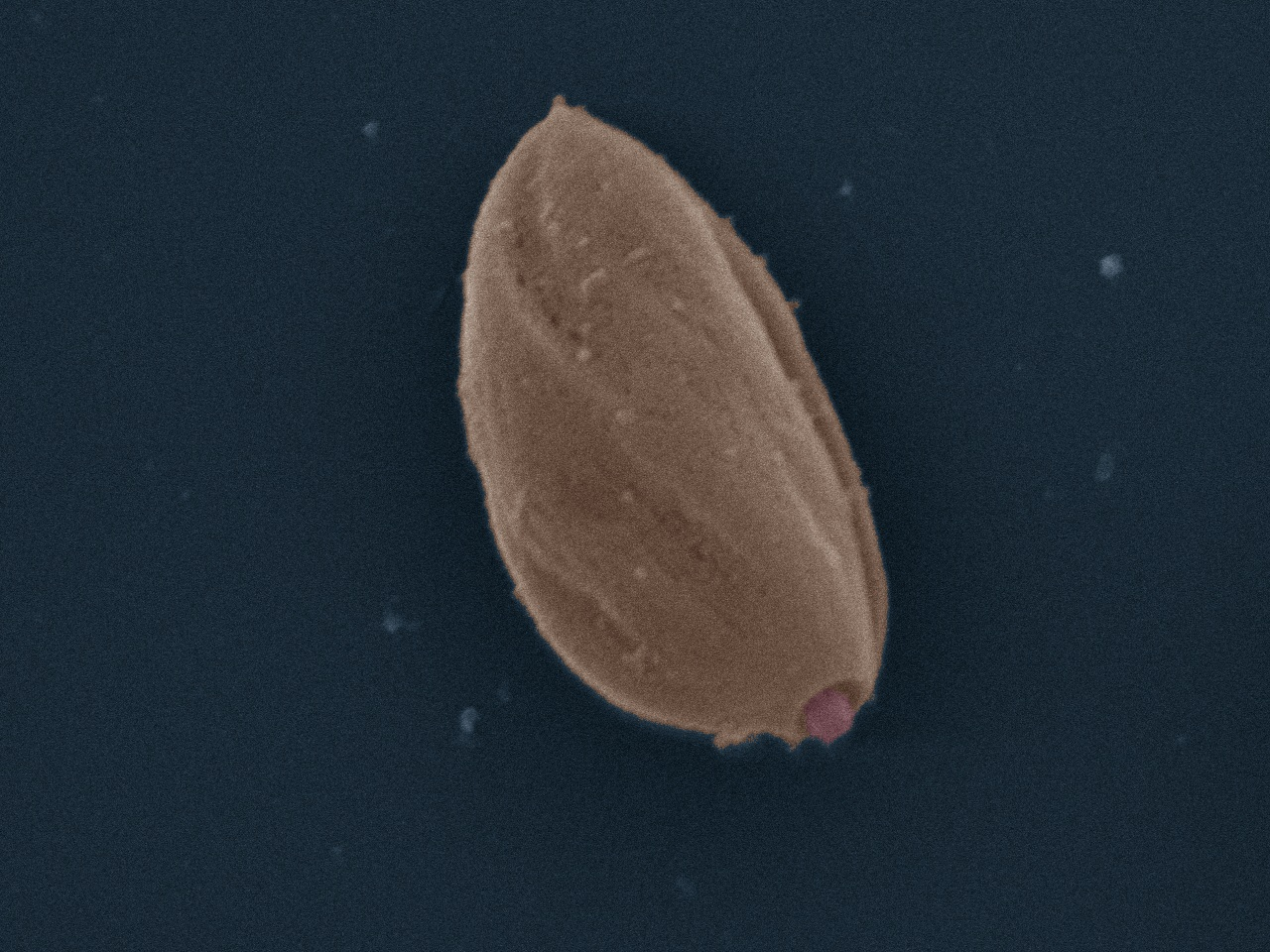
Amastigota: Leishmania mexicana.
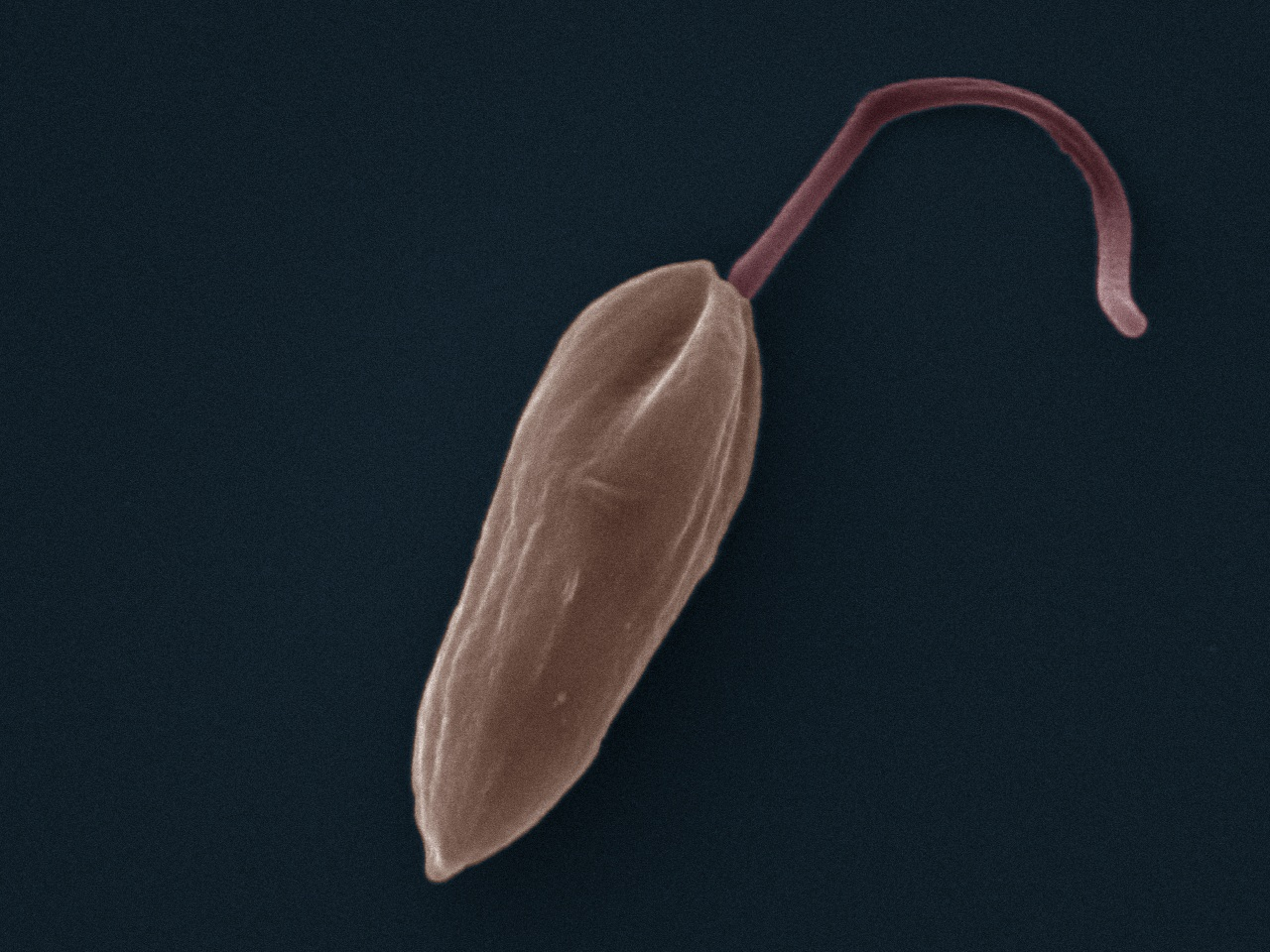
Promastigota: Leishmania mexicana.
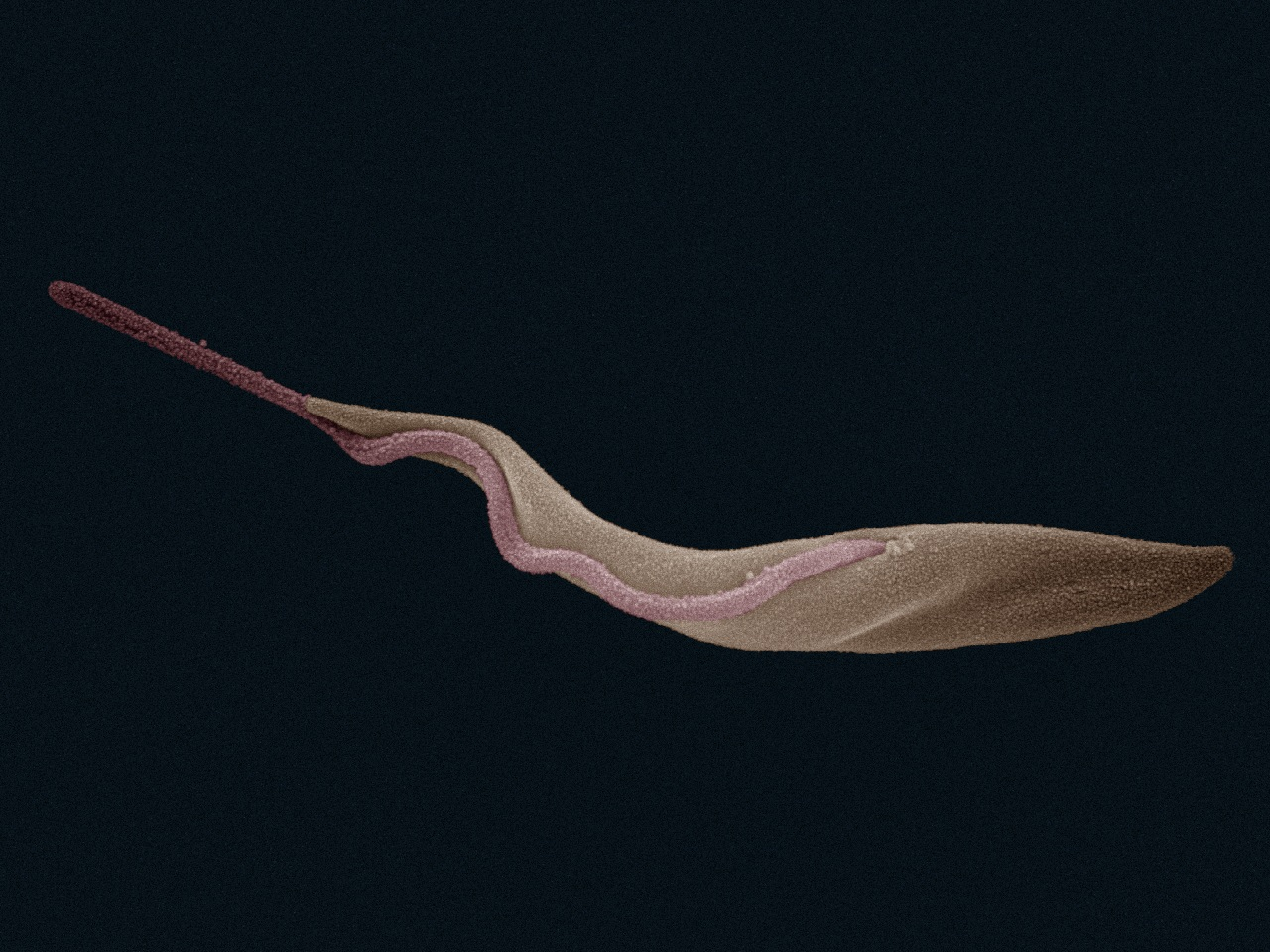
Trypomastigota: Trypanosoma brucei.